# Prangos crossoptera
Prangos crossoptera är en flockblommig växtart som beskrevs av Herrnst. och Chaia Clara Heyn. Prangos crossoptera ingår i släktet Prangos och familjen flockblommiga växter. Inga underarter finns listade i Catalogue of Life.